# Hannam-dong
Hannam-dong (koreanska: 한남동)  är en stadsdel i stadsdistriktet Yongsan-gu i Sydkoreas huvudstad Seoul.  